# 아조레스 항공
아조레스 항공(영어: Azores Airlines)은 포르투갈의 항공사이며 허브 공항은 요한 바오로 2세 공항을 사용하고 있다.

## 운항 노선
- 2016년 4월 기준으로 아조레스 항공은 다음과 같이 운항하고 있다.

## 보유 기종
- 2020년 1월 기준으로 아조레스 항공은 다음과 같이 보유하고 있다.

### 퇴역 기종
- 에어버스 A310-300
- 에어버스 A330-200
- 보잉 737-300
- 보잉 737-400